# Harlequin (musikgrupp)
För andra betydelser, se Harlekin (olika betydelser).
Harlequin var ett svenskt punkband från Mariestad som startades 1991 av Erik "Kotten" Kolthoff och Magnus Nilsson. Enligt egen utsago spelade Harlequin "pop-core" - en blandning av punk/hardcore/visa/folkmusik och pop. Den första spelningen gjordes på en ungdomsgård i Mariestad i januari 1992 och den sista spelningen genomfördes på ungdomskulturhuset Elvärket i Mariestad påskafton 1998. Bandet lades ner under slutet av 1990-talet då medlemmarna flyttade till olika orter i landet. 
Sammanlagt genomfördes cirka hundra spelningar under perioden 1992-1996.
Hösten 2011 återförenades Harlequin tillfälligt för att göra en handfull spelningar.

## Medlemmar
- Sång/gitarr: Erik "Kotten" Kolthoff
- Elgitarr: John Saldin (Ersattes 1994 av Lennart Hessle)
- Bas/sång: Markus Johansson (Ersattes 1996 av Per Andersson)
- Trummor: Magnus Nilsson
- Diverse ljud och rörelser: Sven Heij

## Diskografi
- "Skifvor till khaffet" 1993 (CD-EP, Rockford Records, Rckf CD 002)
- "Ont" 1995 (Kamel Records, Kamel 015)

### Samlingar
- "På ont å gott" 1993 (Rockford Records, Rckf CD 001)
- "Karl för sin hatt" 1994 (Rockford Records och BirdNest Records, Rckf CD 003/BIRD006CD)
- "Nej till EU" 1994 (Rosa Honung Records, NEJCD-94)
- "Definitivt 50 Spänn IV" 1995 (BirdNest/Kamel Records, RABB9506CD)

### Andra projekt
- Sveriges Allmänna Orkester (Kotten & Lennart)
- Wolfbrigade (Markus)
- Los con Gracias del Dios (Kotten & Sven)
- Sub Alert (Per och Lennart)
- Kurt Olvars Rebeller (Lennart)